# Sergueï Godounov
Pour les articles homonymes, voir Godounov.
Sergueï Konstantinovitch Godounov (en russe : Серге́й Константи́нович Годуно́в), né le 17 juillet 1929 à Moscou (république socialiste fédérative soviétique de Russie, URSS) et mort le 15 juillet 2023 à Novossibirsk (Russie), est un mathématicien appliqué soviétique puis russe connu pour ses travaux en analyse numérique. 

## Biographie
Sergueï Godounov soutient sa thèse en sciences physiques et mathématiques en 1965 à l'Université d'État de Moscou.
De 1952 à 1959 il est professeur assistant puis professeur associé et enfin professeur à l'Université d'État de Moscou. Il rejoint l'Université d'État de Novossibirsk où il occupe la chaire  « équations différentielles » de 1977 à 1989. Il prend sa retraite en 1997.
Durant cette période il est :
- de 1951 à 1953 chercheur à l'institut de mathématiques Steklov à Moscou,
- de 1953 à 1962 chercheur à l'institut de mathématiques appliquées Keldych à Moscou,
- de 1962 à 1969 directeur de l'institut Keldych,
- de 1969 à 1980 directeur du centre de calcul de l'institut Sobolev à Novossibirsk, puis vice-président de 1981 à 1986,
- à partir de 1980 il est conseiller de la division sibérienne de l'Académie des sciences de Russie à l'institut Sobolev.

Son travail en analyse numérique est marqué par ses travaux ayant conduit au théorème de Godounov (en) et au schéma de Godounov qui est à la base des solveurs numériques actuellement utilisés dans les codes de mécanique des fluides numérique de type volumes finis.

## Distinctions
- 1959 - Prix Lénine.
- 1972 - Prix Alexeï Krylov de l'Académie des sciences de l'URSS.
- 1993 - Prix Mikhaïl Lavrentiev de l'Académie des sciences de Russie.

- 1976 - Membre correspondant de l'Académie des sciences de Russie.
- 1994 - Membre de l'Académie des sciences de Russie.

## Publications
- (ru) Sergei K. Godunov et V. S. Ryaben'kii, Introduction to the Theory of Difference Schemes, Fizmatgiz, 1962
- (ru) Sergei K. Godunov, Difference Methods for Solving Equations of Gas Dynamics, Publishing office of the Novosibirsk State University, 1962
- (ru) Sergei K. Godunov, G. B. Alalykin, I. L. Kireeva et L. A. Pliner, Solving One-Dimensional Problems of Gas Dynamics in Moving Grids, Nauka, 1970
- (ru) Sergei K. Godunov, Equations of Mathematical Physics, Nauka, 1971
- (ru) Sergei K. Godunov et V. S. Ryaben'kii, Difference Schemes, Nauka, 1973
- (ru) Sergei K. Godunov, A. V. Zabrodin, M. Ya. Ivanov, A. N. Kraiko et G. P. Prokopov, Numerical Solving Many-Dimensional Problems of Gas Dynamics, Nauka, 1976
- (ru) Sergei K. Godunov, Elements of Continuum Mechanics, Nauka, 1978
- (ru) Sergei K. Godunov, A. G. Antonov, O. P. Kirilyuk et V. I. Koskin, Ordinary Differential Equations with Constant Coefficients, Nauka, 1988
- (ru) Sergei K. Godunov, Difference Schemes, Publishing office of the Novosibirsk State University, 1994
- (ru) Sergei K. Godunov, Modern Aspects of Linear Algebra, Nauchnaya Kniga, 1997
- (ru) Sergei K. Godunov et T. Yu. Mikhailova, Representation of Rotation Group and Spherical Functions, Nauchnaya Kniga, 1998
- (ru) Sergei K. Godunov et E. I. Romenskii, Elements of Continuum Mechanics and Conservation Laws, Nauchnaya Kniga, 1998
- (en) Sergei K. Godunov et Evgenii I. Romenskii, Elements of Continuum Mechanics and Conservation Laws, Springer, 2003 (ISBN 0-306-47735-1)